# Liste der Monuments historiques in Peillon
Die Liste der Monuments historiques in Peillon führt die Monuments historiques in der französischen Gemeinde Peillon auf.

## Liste der Bauwerke
| Bezeichnung                    | Beschreibung                                                                            | Standort | Kennzeichnung | Schutzstatus | Datum | Bild           |
| ------------------------------ | --------------------------------------------------------------------------------------- | -------- | ------------- | ------------ | ----- | -------------- |
| Kirche Notre-Dame-des-Douleurs | auch als Chapelle des Pénitents Blancs bezeichnet; letztes Viertel des 15. Jahrhunderts | (Lage)   | PA00080814    | Classé       | 2000  | weitere Bilder |
| Brunnen                        |                                                                                         | (Lage)   | PA00080815    | Inscrit      | 1941  | weitere Bilder |

## Liste der Objekte
| Bezeichnung   | Beschreibung                                                                                  | Standort | Kennzeichnung | Schutzstatus | Datum | Bild           |
| ------------- | --------------------------------------------------------------------------------------------- | -------- | ------------- | ------------ | ----- | -------------- |
| Wandmalereien | Giovanni Canavesio zugeschrieben, nach 1490; in der Kirche Notre-Dame-des-Douleurs            | (Lage)   | PM06000765    | Classé       | 1918  | weitere Bilder |
| Pietà         | Holz, polychrom gefasst und vergoldet, 16. Jahrhundert; in der Kirche Notre-Dame-des-Douleurs | (Lage)   | PM06000766    | Classé       | 1981  |                |